# Monumento de Guerra del Hospital General de Singapur
El Monumento de Guerra del Hospital General de Singapur (en inglés:  Singapore General Hospital War Memorial) se encuentra dentro de los terrenos del Hospital General de Singapur (SGH por sus siglas en inglés) en Outram. Este monumento marcó la tragedia y el sitio de entierro de un grupo de estudiantes de medicina de la Escuela de medicina Rey Eduardo VII, que fueron asesinados durante la Segunda Guerra Mundial en Singapur. En 2005, el monumento, junto con otros ocho sitios históricos de la SGH, fue incorporado como parte del "Sendero patrimonial del Campus de Outram" que permite a los visitantes explorar los lugares de interés histórico importantes que están estrechamente vinculados con la historia de la educación médica en Singapur.